# Lewis Martin (Chính trị gia Úc)

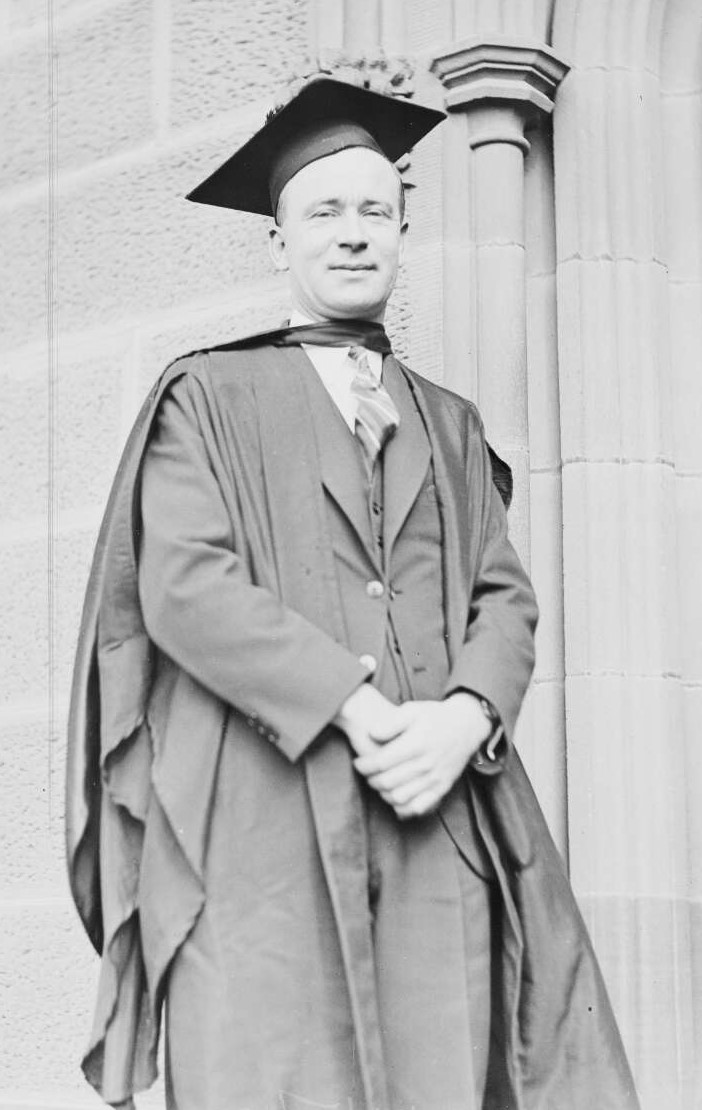
Chính trị gia Lewis Ormsby Martin.

Lewis Ormsby Martin (sinh năm 1872 – mất ngày 17 tháng 4 năm 1944) là chính trị gia người Úc. Ông sinh ra ở Bairnsdale, Victoria, con của thợ mỏ Robert Martin và vợ Antoinette Laura. Martin đã thua cuộc một ứng cử viên độc lập vào năm 1941, và ông mất tại Taree năm 1944.